# District de Higashiokitama
Le district de Higashiokitama (東置賜郡, Higashiokitama-gun) est un district situé dans la préfecture de Yamagata, sur l'île de Honshū, au Japon.

## Géographie

### Démographie
En 2003, la population du district de Higashiokitama était de 45 338 habitants répartis sur une superficie de 346,50 km2 (densité de population de 131 hab./km2).

### Divisions administratives
Le district de Higashiokitama est constitué de deux bourgs : Kawanishi et Takahata.